# Ектор Ернандес Марреро
Ектор Ернандес Марреро (ісп. Héctor Hernández Marrero, нар. 14 вересня 1995, Лас-Пальмас-де-Гран-Канарія) — іспанський футболіст, нападник клубу «Культураль Леонеса».

## Клубна кар'єра
Народився 14 вересня 1995 року в місті Лас-Пальмас-де-Гран-Канарія. Вихованець футбольної школи місцевого «Лас-Пальмаса».
У дорослому футболі дебютував 2013 року виступами за команду дублерів «Лас-Пальмас Атлетіко».
2013 року уклав контракт з мадридським «Атлетіко», проте протягом двох наступних років грав за другу команду клубу. 
Наступними командами в ігровій кар'єрі футболіста були «Ельче», «Альбасете» і «Малага», до яких віддавався в оренду з мадридського клубу.
Згодом захищав кольори «Райо Махадаонда» та «Фуенлабради», а на початку 2020 року перейшов до команди «Культураль Леонеса».

## Виступи за збірну
2013 року провів п'ять матчів у складі юнацької збірної Іспанії (U-19), відзначився забитим голом.